# 爪哇组曲
《爪哇组曲》（英文： Java Suite ，首次出版时为《Phonoramas. 钢琴的音阶之旅》（英语Phonoramas. Tonal journeys for the pianoforte）是利奥波德·戈多夫斯基创作的钢琴组曲，于1924年到1925年间创作，它由12个乐章组成，且受甘美蘭音乐影响。

## 历史背景
戈多夫斯基在作品序言中写到：
“我已在许多地方深入旅行，有的近而熟悉，也有的远而陌生。我忽然想到一个音乐表达，是关于一些我所有幸见到的有趣事物的。这个表达是它们唤醒我的印象和情绪的旋律描述，这能激起那些被冒险和如画风光所吸引的、被其诗意反响所启发的人的兴趣。
谁没有个环球旅行家（globe-trotter）的心？我们不都被遥远的国度和那里稀奇的民族给迷住了吗？所以我的思想逐渐成熟，要把我那漫游经历重现了。我把这音乐的旋律游记叫做"Phonoramas"，而这旅程是从一系列的有代表性的十二个爪哇场景开始的。”

## 结构
此组曲包含12个乐章，共分4部分。 戈多夫斯基在游历爪哇岛之后，受甘美兰的影响，创作了此作品。 演奏完成大约需50分钟。

### 第1卷
1. 甘美兰 Gamelan
是组曲最初的点缀曲。刚开始听着像毛毛雨的甘美兰乐声越来越激烈，之后又仿佛逐渐消失了。本曲采用了亚洲音乐多有使用的五声音阶来谱写。
2. 哇扬-普尔瓦，皮影戏 Wayang-Purwa, Puppet Shadow Plays 
“哇扬-普尔瓦”是指印度尼西亚传统的皮影戏。是拥有宁静的东洋气氛的曲子，也可以说是印象派的氛围吧。
3. 沙瓦·帕沙，伟大的日子 Hari Besaar, The Great Day
第1卷的最后点缀曲，是描写祭典热闹场面的曲子。同样的旋律在整首曲子中出现了好几次，是按照一定节奏逐步推进的。最后，曲子是以左右交互连击带来高潮，以低音的Do的强击来结束整首曲子。

### 第2卷
1. 汶蒂特圣湖中饶舌的猴子 Chattering Monkeys at the Sacred Lake of Wendit 
优秀地描绘了湖畔的猿猴们嬉戏的场景，大量使用和声连击来将其描绘。这是曲集中最短的曲子，演奏时间约为两分钟。
2. 月光中的婆罗浮屠 Boro Budur in Moonlight
婆羅浮屠位于印度尼西亚中部的位置，是世界上有名的佛教遗迹。本曲调性暧昧，使用印象派的风格描绘了夜晚寺院神秘的光景。此外，此曲与次曲的对比十分鲜明，从标题也能看出，作者是有意这么安排的。
3. 黎明时的婆罗摩火山和沙海 The Bromo Volcano and the Sand Sea at Daybreak 
是曲集前半部分的结束，描写了天刚明情景的雄壮曲子。多见左右和音的跳跃，看上去是很考验技巧的作品。婆罗摩火山是处于爪哇岛东部的活火山，而“沙海”被认为是巨大的破火山口的意思。

### 第3卷
1. 三支舞曲 3 Dances
接连演奏了3首充满了东洋氛围的舞曲。第1曲是升G小调的阴郁的舞曲；第2曲则是转为了B大调的略显明快的曲子；第3曲则是明快而优雅的降A大调舞曲，曲子最后以逐渐消隐作为结束的方式。
2. 茂物花园 The Gardens of Buitenzorg
戈多夫斯基众多作品中最美的音乐之一，柔和而甘美，是具有鲜明印象派风格的音乐。标题是拥有悠久历史、持续到现在仍然存在的茂物植物园。这也是目前全曲中唯一有作曲者本人的演奏录音的曲子。
3. 巴达维亚老城的街道 In the Streets of Old Batavia 
巴达维亚是印度尼西亚首都雅加达的旧称。曲子运用了激烈回转运动的旋律，巧妙地将热闹的街道描绘。这也是全曲中最难演奏的作品。中间部则转为带有忧愁氛围的小调，后部则又再度变得明快，华丽地结束了此曲。

### 第4卷
1. 在克拉通宫 In the Kraton
克拉通是位于爪哇岛中部日惹特区的宫殿。是首哀愁的黄昏般的音乐，分辨不出是哪里传来的甘美兰音色逐渐激烈，又逐渐消失。是接近于变奏曲的形式，是曲集中最长的，演奏完毕需要近7分钟的演奏时间。
2. 日惹水宫废墟 The Ruined Water Castle at Djokja
水宫废墟既塔曼纱丽（日语：タマン・サリ），是克拉通宫的离宫。此曲和拉威尔的水之嬉戏（日语：水の戯れ）具有相似的氛围的作品。
3. 梭罗宫廷庆典 A Court Pageant in Solo 
作为结束组曲的曲子，是进行曲风格的欢快、华丽的结束曲。梭罗位于爪哇岛中部，现在那里也存在有王室。以采用五声音阶的齐唱开始，经过带有哀愁氛围的中间部，后部及其豪华、绚烂，迎来了压倒性的高潮。

## 扩展链接
- Java Suite：国际乐谱典藏计划上的乐谱